# 魔人探偵脳噛ネウロの登場人物
魔人探偵脳噛ネウロの登場人物（まじんたんてい のうがみネウロのとうじょうじんぶつ）は、松井優征の漫画作品『魔人探偵脳噛ネウロ』および、その派生作品に登場する架空の人物の一覧。
登場人物の内、犯罪行為に深く関わっている者達は魔人探偵脳噛ネウロの犯罪者において別途解説する。
声優の表示はアニメ版 / ドラマCD版の順とする。1人しか記載されていない場合は特記ない限りドラマCD版の声優。

## 魔界探偵事務所
脳噛 ネウロ（のうがみ ネウロ）
声 - 子安武人 / 同左
本作の主人公。魔人探偵。詳細は脳噛ネウロの項目を参照。
「謎」を主食・栄養源とする突然変異種の魔人。魔界の「謎」を喰い尽くし、自らの脳髄の空腹を永遠に満たすことのできる「究極の謎」を求めて地上に降り立った。地上に来てまもなく弥子と出会い、彼女を隠れ蓑に選んで「謎」を探し始める。
桂木 弥子（かつらぎ やこ）
声 - 植田佳奈 / 同左
3月10日生まれ、16歳。身長159センチメートル、体重43キログラム。座右の銘は「まず白米ありき」。黄色のショートヘアに赤いピン止めを両方のサイドに付けている。
本作のもう一人の主人公・ヒロイン・人間側の探偵。基本的に彼女の視点で物語が進む。「桂木弥子魔界探偵事務所」の所長で女子高生探偵。アヤ・エイジアの事件や電人HALの事件を解決したことで名探偵としてその名を広く知られる。だが本当はネウロの正体を隠すための傀儡探偵であり、実際に事件の真相を解明しているのは魔人探偵ネウロである。
事件解決時には、ネウロが魔力を弥子の指に籠め、弥子が「犯人はお前だ」と指差すのがパターンとなっている。魔人ネウロを警戒する敵からは嘗められがちだが、そういう事件では弥子が突破の鍵を握ることが多い。
当初は、ネウロの強要・脅迫に屈し、父を殺した犯人を見つけてくれたことへの恩義もあって、渋々ではあるが探偵役を引き受け、ネウロに流されるまま行動していた。しかし数々の事件に関わっていくうちに犯人の心理に興味を持ち始め、自身で思索を深めていく中、前向きに彼の協力をするようになる。
魔人であるネウロには理解できない「人の心」に関与した問題がある際には、彼女がその人間観察力・相互理解力をもって解決に当たる。事件の被害者（や犯人）に対し、持ち前の優しさと思いやりを持って気遣いの言葉をかけることもある。進化していく彼女の能力をネウロも（あまり褒めないが）認めており、吾代やアヤなども彼女の長所を見抜いている。
細身な体型によらず、超のつく大食いで美食家。思考も突拍子も無いところから食に繋がる。週刊連載時の柱蘭の登場人物紹介項目では、食に対するこだわりが垣間見られるような好物が毎週一つずつ紹介されていた。「食」に対する貪欲さはネウロと共通しており、その点では2人の性質は非常に似通う。食への欲求及び強靭な胃袋は母親の壮絶な料理下手に由来していると述懐する。食に関してはギャグキャラ。
ネウロとは出会って間もないころから常軌を逸した主従関係が成立しており、2人だけの場面ではネウロの気分次第でSMプレイじみた仕打ちを受けさせられている。乱暴に扱われるのは日常茶飯事であり、「ゾウリムシ」「ナメクジ」などと酷い形容をされたり、貧乳で寸胴な体型であることをバカにされたりと悲惨な待遇を受けている。だが本人はネウロの傍若無人な振る舞いに呆れており、諦念の観がある。だがプライドはあり、ただ奴隷になる気はなく、あまりに理不尽な要求には反発しあくまで対等でいようとする。
父の仇を突き止められただけでなく、自身の視野の広がりや中身の進化のきっかけとなったネウロに対し、感謝と信頼を確かに抱いているようである。物語中盤以降はネウロに協力することを厭うことは無く、彼の弱体化を気にかけてもいる。
怪盗Xとの決戦時には洗脳されてネウロの敵となってしまう。しかもXは弥子に化け、どちらが本物かわからなくしてネウロを翻弄するという搦め手に出る。ネウロの知略で見抜かれて、Xを倒され、洗脳を解かれて元に戻る。
「魔人」脳噛ネウロと「絶対悪・新しい血族」シックスの戦争に、人間として巻き込まれる。普通の人間にしか見えない者たちによる、常軌を逸したテロ犯罪という脅威。笹塚と本城博士の死によって心に大きなショックを受けた際には、「あんたとなんか出会わなければよかった」とネウロに当たり散らして彼に見捨てられてしまい、自身も逃げ出し探偵として再起不能になりかける。しかしアヤや同級生たちの励ましをもらって復活し、ネウロとも和解する。シックスとの最終決戦では、XIを怪盗Xに引き戻すことに成功し、絶対悪シックスの撃破に大いに貢献する。
シックスを倒すも衰弱極まったネウロが、魔界に帰ろうかどうか迷っている時に、励まし、人間や彼女の成長に満足したネウロに「留守は任せたぞ、相棒」と初めて対等な存在として扱われた。3年後は、それまでの経験・人脈・名声を利用して、世界の謎を求め、どんな事件も重箱1つで解決する「交渉人」として世界各地で活躍し、「世界一の探偵」と呼ばれるようになっている。また、世界各地を旅した3年間でスペイン語を含む4か国語に堪能となっている。人の心を「探り偵う」として「探偵」の肩書きを使い続けており、「謎」の探偵はいつか地上に帰って来るネウロのために残している。
『暗殺教室』のキャラクターブック「名簿の時間」によると、「世界一の探偵」になって以後、椚ヶ丘中学校の探偵部に招かれて講演をしたらしい。また、『暗殺教室』とのコラボが行われた2016年11月28日発売の『週刊少年ジャンプ』52号収録の「みんなのこち亀」によると、『こち亀』の単行本を全巻彼女のお金で買わされたとのこと。
吾代 忍（ごだい しのぶ）　
声 - 吉野裕行 / 谷山紀章
11月3日生まれ、25歳。身長190センチメートル、体重83キログラム。得意技は凶器攻撃と求人誌速読。最も多く付けられたアダ名は0～11歳：子猫ちゃん、11～20歳：狂犬、21歳以降：ハイエナ。
元々は闇金融「早乙女金融」の副社長代理。社長が殺害された事件の解明をネウロ達に（消極的ながら）依頼し、その報酬として事務所をぶん捕られた。使える人材としてネウロに目をつけられ、脅され協力者（雑用）となる。弥子に心境の変化を見抜かれたことから、ネウロだけでなく弥子もただ者ではないと勘付く。2人からの「内と外からの監視」により、自ら事務所で働く意志を持つようになる。
後に望月の調査会社に出向し、（実質的な社長として）働きながら、情報をネウロに提供する。魔人という存在を知っているわけではないが、ネウロが人知を超えた存在であることは身をもって体感しており、彼を「化物」と呼んでいる。
血の気が多く短気でキレやすいが、義理堅い性格。喧嘩の腕は相当なもので、業界でも有名。裏の世界にも詳しく早乙女社長に法律などの知識も叩き込まれたため、仕事もそれなりにできる。複雑かつ劣悪な家庭環境で育った過去を持ち、最終学歴は小卒（実際は中卒）で、学力は低い。
望月の会社では、激務ながら高給取りとなり、30回ローンで高級車を購入した。だがHALとの戦いの中でネウロに強奪され、大破。代わりにオンボロの軽トラ「ミゼラブル号」を与えられたが、そちらも後にシックスとの最終決戦で大破する。
笹塚とは正反対な体質・性分。職業柄もあり犬猿の仲であるが、いざという時は絶妙なコンビネーションを発揮する。ネウロも弥子も予測できなかった、笹塚の豹変を、見抜いていた。
年下の友人・チー坊（ヴァイジャヤ）との再会を機に、人間と「新しい血族」の戦いに関わっていくことになる。ヴァイジャヤを倒し、友を失う。シックスとの最終決戦でも、ネウロと弥子を支援し、Xの埋葬にも立ち会う。ネウロが魔界へ帰った後も、探偵弥子をサポートしている。
彼は「新しい血族」と「人間」について、最も鋭い指摘をしている。曰く「血族など本当にいるのか？」「豹変しない人間などいない」。
- アニメでは初めから雑用として働いており、早乙女金融の副社長代理だったのは4ヶ月前までという設定に変更された。また望月・早坂兄弟が登場しないため、調査会社に出向せず、雑用として事務所に常駐している。そのため原作に登場しないエピソードに登場したり、慰安旅行やオズワルドに同行したりと、大幅に出番が増えている。

あかねちゃん
早乙女金融が入る以前からそこにあったと思われる、事務所のコンクリート壁に塗り込められた少女の死体。ネウロの瘴気にあてられて中途半端に生き返り、壁から露出しているおさげだけが動く。
直接話すことはできないため、筆談で意思疎通する。おさげを自在に動かし、メールでの依頼人の応対・パソコンを使った情報処理などの業務をそつなくこなす有能秘書である。また頭脳明晰であり、外国からのメールによるインタビューもそつなくこなした。弥子曰く、性格は優しくてキュート。その髪は最高級のキューティクルで、噛み切り美容師・百舌をも魅了させるほど。単行本のキャラ紹介によると、本体は「（かなりの）美少女」とのこと。第18話で弥子が助けた（学校の食堂にいたところを窓から放り出した）カマドウマと友達になったらしく、時々リバーシなどで遊んでいる描写が見られる。
おさげの部分は基本的には壁の本体から離れることが出来ないが、何かしらの物質にくっついてエネルギーを貰い活動できるようにネウロに改造されている。普段は弥子のケータイのストラップとなって移動することが多い。長時間の活動を行う時は、弥子の髪の毛と合体し“弥かねちゃん”となって行動する。
彼女の死には何らかの「謎」があるようだが、ネウロはその解決をしなかった。作者曰く、ネウロが帰還するフラグの1つであったため解決させることはほとんど考えていなかったのこと。

## 警察関係者
基本的には警視庁（日本警察）の人物である。
笹塚 衛士（ささづか えいし）　
声 - 遊佐浩二 / 同左
7月20日生まれ、31歳。身長181センチメートル、体重70キログラム。血液型はRH-のAB型。好物はたこわさと焼酎。
ネウロと弥子が事件現場などで度々会う刑事。常に無表情でくたびれた雰囲気を漂わせ、無精髭を生やしている。「低いテンションと高い実力」で有名。いざという時の動作は極めて俊敏であり、射撃の腕前も天才的。英会話は得意でないらしく、英語での会話はアンドリュー同様東北弁で表現される。
上司・相棒であった竹田敬太郎が、弥子の父を殺した犯人であった。そのため遺族で探偵の弥子に対しては、事件の資料を提供するなど協力的な姿勢を見せる。ネウロを怪訝に思っていたが、血族編でネウロが人ではない魔人であると知る。後輩・相棒の石垣は怠け癖があるため辛辣。
笛吹と筑紫とは大学時代からの旧友。その頃は比較的陽気な性格で、優秀な学生であった。本来ならキャリア組として警察に入るはずだったが、家族（父・母・妹）を皆殺しにされたことでその運命を捻じ曲げられる。事件のショックで1年ほど行方をくらませた。怪盗Xを仇とみなし、外国や裏社会で情報を集め、不穏なスキルを修得した。その後ノンキャリア組で警察に入っている。殺された妹と弥子を重ねているらしく、あまり大きな事件に巻き込ませたくないと考える。弥子を危険にさらす魔人ネウロにいぶかしさを感じていたが、弥子に「強要ではなく私の意思」と説得され考えを改め直す。
絵石家邸の事件で、因縁の怪盗Xと対決するも、敗れる。血族編にて、数々の情報から仇をシックスと知ると豹変し、ネウロと弥子の「笹塚なら我を失わない」という予想を超え、単身で復讐に向かう。護衛を壊滅させ、シックスと対峙したが、石垣に化けたXIに致命傷を負わされる。さらにシックスから「誘われた上で返り討ちにされただけ。無駄」と告げられ、XIに家族の顔で侮辱される。最期は弥子に対してわずかに微笑み、シックスに射殺された。彼の死の間際の思考は、XI=Xを介して弥子に伝えられる。
小説版では主人公。逃避のために海外へ渡り放浪した末に南米のマフィア組織「ナツメ・ファミリア」に身を寄せ、そこで高い戦闘スキルを得ていたことが判明。笹塚の走馬灯には小説版の登場人物が描かれている。本編では笹塚視点は少ないが、小説版は彼の視点・語りで描写される。
- アニメではXの設定が変更され、またシックスが登場せず、最終話で笹塚も生きている（アニメの方が先に終わる）。また、「みんなのこち亀」にも登場している。

石垣 筍（いしがき じゅん）
声 - 鳥海浩輔 / 同左
4月18日生まれ、24歳。身長174センチメートル、体重63キログラム。
笹塚とコンビを組む若手の刑事。ウザい。軽いノリと低いプライドの持ち主で、「仕事サボリは当たり前」「民間人には偉そうな態度を見せる」「殺人事件が起きても途中で抜けて社長室で遊んだ挙げ句ゲームを貰おうとする」「危なくなったらすぐ逃げる」等、刑事としては全く無能な人物。世渡りだけは上手い。
手先が器用で、プラモデルやフィギュアなどのモデル系ホビー全般を趣味とし、仕事中でも構わずそれらの類の買い物をしたり、プラモデルを組み立てていたりする。プロのモデラーになりたかったそうだが、どういうわけか刑事になれてしまった。
笹塚を慕っているが、鬱陶しがられている上に手酷く扱われる。作中でウザいキャラに拍車がかかっていくのに比例して、同僚達や弥子からも更に見下されるようになっている。プラモ等が「ウザイ」という理由で笹塚（たち）に破壊されるのは恒例になっている。
等々力とは犬猿の仲。しかし笹塚の死を経て一皮剥け、落ち込む等々力を気にかけ、独自のユーモアで彼女を励ました。その後は積極的に笛吹の作戦に参加しているなど、以前よりも人間的に成長する。エピローグでもコンビを組んで行動している。
単行本2巻のプロフィールにおいて、本来の名前の読みは「しゅん」だったが、誤植によって「じゅん」が正式な名前になったことが明かされている。
第3回人気投票では1582票を獲得し弥子を抑えて2位に入っており、前回の43位から大幅アップしている。真偽は不明だが、その際に石垣が組織票と書かれた葉書の束を抱えている絵が描かれている。事情は一切不明だがとにかく2位である。
- アニメ版では初めからコンビを組んだ状態で登場。

笛吹 直大（うすい なおひろ）
声 - 木内秀信
4月18日生まれ、31歳。身長164cm。体重53kg。男性にしては身長が低く、自分でも気にしている様子。
初登場はヒステリア事件。キャリア組の警視。後方指揮において抜群に有能だが、現場向きではない。仕事に対しては真面目で責任感が強く、警察としての職務を果たし秩序を守らんとする情熱を持つ。現場潔癖症で、事件に首を突っ込む「怪しげな自称探偵」の弥子らを「汚い者」と見なし目の仇にしていたが、徐々に軟化する。性格はキツく、尊大な態度で嫌味を言う。可愛いものと甘い食品を好む意外な一面もあり、あざとい。
学生時代から優等生で、笹塚とは同輩、筑紫は後輩。笹塚とは良き友でありライバルであったが、笹塚が家族を殺害されたショックでキャリアで警察入りしなかったことで、険悪な関係となってしまう。刺々しい態度を見せていたが、怪盗X関連の事件において彼の心情を察し、徐々に仲は修復され、和解に近づいている様子であった。だが最終的には笹塚をシックスに殺され、失う。
血族編では、シックス登場をきっかけに、先手をとって対策を立てていた。DRのテロ被害が予想「以下」だったのは彼の功績。血族から危険視されてテラに命を狙われ、逮捕はできなかったが撃退し生還する。笹塚の死後は、たった数十名の精鋭で警察の執念ともいえる作戦を決行、葛西を倒す（が、逮捕には失敗した）。さらにシックスの犬であった警視総監を説得し、シックスを犯罪者として指名手配させる。
- アニメ版では、笹塚との過去や有能さが語られることは無く、全25話中たったの5話しか登場しない。

筑紫 候平（つくし こうへい）
声 - 安元洋貴
2月4日生まれ、29歳。身長185cm、体重77kg。尊敬する人は「笹塚」「笛吹」「ピロリ菌を飲んだ人（バリー・マーシャル）」。
笛吹の部下でキャリア組の刑事。笹塚・笛吹の2人とは大学時代から後輩にあたる。2人の関係を知っており、気遣っている。笛吹と同じく常にオールバックの髪型をしている。
体格がよく、心技体知の全てにおいて隙がない。非常に優秀な刑事であるが、笹塚と笛吹は得意分野では彼の上を行く。そのため解説やフォローが得意。
無表情で、口数は少ない。口調は篚口を除き（部下の立場である石垣に対してすら）敬語であり丁寧。時間に神経質で、自分の一日のスケジュールを分単位で設定している。
異動による昇進の道もあったが、あえてそれを選ばず、シックスとの対決に備え、笛吹をサポートするために今の立場に残ることに決めた。
- アニメ版では笛吹と同様、非常に出番が少ないのに加え、アニメオリジナルの第24話を除いて一言もセリフを発することがなかった。

篚口 結也（ひぐち ゆうや）
環境によっては文字がつぶれて表示される・或いは正しく表示できない可能性があります。正しい表記は匪に竹冠（ 篚 ）です。
声 - 佐々木望
9月28日生まれ、19歳。身長170cm、体重52kg。好物はクラッカー。
情報犯罪科の刑事。情報犯罪者（容疑者・未逮捕）であり、逆に警察にスカウトされた天才児の少年。常に飄々とした今時の若者風。笛吹や笹塚の後輩にあたるが、彼等に対しても遠慮なくタメ口を使う、およそ刑事らしくない人物。遠視がひどく、パソコンを使う時は眼鏡をかけるが、普段は額に上げている。
連続放火事件で弥子達と出会う。警察関係者の中では比較的、弥子と親しい。堅物の笛吹からはよく説教される。
11歳の時、ネトゲ廃人の両親を更生させる為に初めてハッキング（クラッキング）を行ってゲームのデータを破壊したが、それが逆に彼らを自殺に追い込んでしまった。そのトラウマをHALの電子ドラッグにつけこまれ、洗脳されてHALの手下となってしまう。弥子がその深い傷心と苦悩を理解した上で「両親の死は（事実上の）事故」だと諭した事で救われ、洗脳が解かれた。HAL事件後はその責任をとって警察を辞めようとしたが、弥子と笛吹の支持により、警察に居場所を認められる。
血族編では、笛吹の作戦をサポートして葛西を追い詰める。また、シックスとの戦いの末に海に墜落したネウロを救助した。
等々力 志津香（とどろき しづか）
若い女性刑事。第128話において笹塚のチームに配属される（登場自体はは少し前の狸屋事件）。期待のホープとされ、有能だが、真面目すぎて融通が利かない面がある。
最初は役立たずの石垣の後継かと思われ、彼女をライバル視する石垣と、石垣の無能を蔑視する彼女で対立していた。この人事は、入れ替えではなく対シックスに備えたプラスワン増員。石垣とはいがみ合いながらもコンビを勤める。
笹塚を「先輩」と呼び、強い憧れを持っていた。笹塚が死んだときには仕事がままならないほど落ち込んでいたが、石垣の機転で吹っ切れた。それ以降は彼を「先輩」と呼ぶようになり、関係も多少なりとも改善した様子。
- アニメ版では本編には登場しなかったが、最終話EDに少し登場した。

竹田 敬太郎（たけだ けいたろう）
詳細は魔人探偵脳噛ネウロの犯罪者の項目を参照。
筒井 壮太（つつい そうた）
声 - 江川央生
東西京署所轄の刑事で、怪盗X事件を捜査中にネウロ達と出会う。暴な性格で、出世欲が異常に強い。X逮捕の手柄で昇進しようと息巻くが、連行中にあえなく殺され、殉職、皮肉にも二階級特進となる。その後は同じくXに殺された部下共々箱詰めにされ、後日東西京署前にて、自身がXに掛けた手錠（連行中に引き千切られ、「こわしちゃって ごめんなさい　X」と書かれたXのメッセージが「赤い箱」の上部に貼られている）、そして自身を含む犯行現場に居た警官と同じ数の「赤い箱」が届けられた。
- アニメ版では、怪盗Xの仮の姿のひとつ。そのため本物の彼は既に怪盗Xに殺されたと思われる。また性格も原作ほど粗暴ではなく、出世欲もそれほど見られない。

薪売 触二（まきうり ふれじ）
なぜか怪盗Xがらみの事件の時のみ登場する警官。どこかカマッぽい風貌が特徴（名前からフレディ・マーキュリーか）。昔は留置所の担当をしており、吾代とも面識があり、コミカルな逸話がある。
箕野 将三（みの しょうぞう）
警視庁捜査一課の刑事。笛吹登場の導入で名前が明かされたくらいで、出番は少なく、ほぼ脇役。
管野広志（かんの ひろし）
声 - 中村大樹
県警刑事。常に扇子を持っている。弥子のファン。連続放火事件の現場で弥子に会った際にはノリノリで一緒に捜査するよう頼んだ。
比良山 平男巡査（ひらやま ひらおじゅんさ）
HAL編にて笹塚に代わり石垣に同行していた態度の大きな警官。葉巻を咥えており、石垣に火を点けさせている。石垣巡査部長よりも階級の低い「ヒラの巡査」。
熊切 光彦（くまきり みつひこ）
警視総監。初登場時は怪盗Xが彼に成り済ましていた。殺されずに拘束されていただけだったため、生還して引き続き登場。政界進出を目指す野心家。
シックスの「友人」であり、彼に脅されている。そのため、自分の不正行為と共にシックスが犯した犯罪をもみ消していたが、笛吹に説得され、シックスを裏切り全国指名手配する。
アンドリュー・シクソン（Andrew Sixson）
6月29日生まれ、28歳。身長184cm、体重73kg。最近フケが増えたことを気にしていたらしい。
国際警察のイギリス人捜査員。長髪で、顔には雀斑があり、丸い眼鏡を掛けている。笑い方は「シハシハ」。日本語が非常に堪能だが、英語にはきついスコットランド訛りがあるため、英語を喋っている時の台詞は東北弁で表現されている。笛吹がイギリスに行ったときからの友人。
怪盗Xを追い詰めるために来日する。工作員イミナ（アイ）からXを探る作戦である。笛吹に情報を提供し、日本国内での怪盗Xの捜査と情報提供を求める。
集中時には膨大な量の情報を瞬時にして記憶できるという凄まじい記憶力を持っている。また過去の記憶もすぐに思い出すことができる。大量の情報を同時に処理することも可能。これは、生まれついての特殊な才能であり、「新しい血族」に連なる能力。
実は本編中に活動していたアンドリューは、「絶対悪」シックスが成り済ましていたもの。本物のアンドリューは捕まり、凄惨な拷問によってシックスが化けるための全ての情報を自白させられた末に、殺された。その無惨な姿は「漫画なのに絵で描けない」という逆説的なやばさで、葛西のセリフによると「生きているのが不思議・頭と内臓しか残っていない」状態。シックスの変装マスクは、アンドリューから剥ぎ取った頭皮である。血族としては端くれであり（シクソン＝Sixson。シックスの一族）、仲間にスカウトされていなかった。シックスは血族の頂点ゆえ、アンドリューの能力を素で使うことができ、アンドリューへの責め苦を「記憶して、思い出して」楽しかったと「アンドリューの特徴的な笑い方」で邪悪に笑いながら語る。

## その他の登場人物
ここでは登場機会が多い脇役やキーパーソン的存在を掲げる。ただしアニメ版では大半の人物が極端に出番が少ない、もしくは登場していない。
籠原 叶絵（かごはら かなえ）
声 - 藤村知可
弥子の親友。弥子とは小学校からの付き合いで、大食いぶりには振り回されて呆れている。勉強はできるが、常に彼氏を求める遊び好きな面がある。出番は少なく、単行本オマケでも「早く一緒に事件に巻き込まれたいね」とネタにされた。が、結局最後まで事件に巻き込まれることはなかった。
電人HAL編ではたまたま会った弥子と交わした何気ない会話が、弥子がHALのパスワードにたどり着くきっかけとなり、知らない間に世界を救っていた。
血族編では失意のどん底にあった弥子を励まし、再起するきっかけの一つを作った。
- アニメではさらに出番が減り（役割を石垣に取られており）、序盤以外はほとんど登場しない。

桂木 遥（かつらぎ はるか）
声 - 進藤尚美
弥子の母。情報誌の編集者で、仕事の関係で弥子に食事券などをあげることもある。仕事の腕は弥子からも尊敬されているほどだが、殺人的に料理が下手で、娘の弥子は「テロ行為」と称している。この料理の腕はひどいギャグとして描かれており、例としてオムライスには蝋燭やキュウリやフォーク、謎の歯や簪が混じって居り、鮭のホイル蒸しを作った際はアルミホイルの中に蛸足の他にも注射器や分度器が入っており、近所の祭りで出された豚汁に自身が作った特製味噌を入れた際は一瞬豚汁が銀色に変色し、食べた人の95％が病院送りになっている。
劇中でも久々に料理を作ろうとケーキの食材を買いに行く際にホームセンターで電動ドリルや糸鋸を購入した事で弥子は心の中で「イノシシでも解体する気か！？」と絶句しており、生地を調理する際は卵を殻と手羽先ごと混ぜ、小麦粉の中に「隠し味」として釣り餌を大量混入、バターに風船も投入し、着色料に油絵の具も入れ、混ぜたら直火で焼き、最後はオーブンレンジで焼いたものの、飾りつけのクリームに（一部ネウロが買い物籠に入れた）硫酸と硝酸、グリセリンなどを適当に入れて混ぜてニトログリセリンを作った事でキッチンで大爆発を起こし、爆発で壊れたレンジから出て来たケーキは真っ黒なブロックと化してキッチンも滅茶苦茶になった（おまけページでは、その後ケーキは庭石として再利用するも、花は半日で枯れ、ケーキ自体は10年間は腐らず、桂木家の庭から放射線反応が検出されたらしい）。
本来有機物であるはずの料理が無機物になってしまうケースも有る他、接着剤でくっ付けた餃子を夫の遺影の前に置いたら遺影が倒れている。このような経験から、桂木家では家政婦の園部美和子（そのべ みわこ）を雇っている。弥子の強靭な胃と食への好奇心は、母親の料理下手と行動力がきっかけの一つらしい。
当初、弥子が突然探偵を始めた事に最初は戸惑っていたが、弥子が父の死に向き合う様を見て、現在では理解を示しているようである。
- アニメ版では、仕事で海外へ行っている為、終盤まで不在。南米で遺跡の魔女について調査していたが、そこで起きた殺人事件の容疑者として逮捕され収監されてしまう。だが、弥子が会いに来ると秘かに隠し持っていた魔女の写真を渡した。

桂木 誠一（かつらぎ せいいち）
声 - 大西健晴 / 同左
弥子の父。一級建築士。竹田敬太郎に殺害される。初登場時で既に死亡している為、以降の登場は弥子の回想を中心に、主に（弥子の性質の悪い部分による）ギャグシーンでしばしば登場し、顔芸を披露している。番外編では幽霊として登場し、浅田忠信と共に陰ながら弥子を見守っていた。
- アニメ版では半年前に既に亡くなっており、チェーンソーにより首が切断されてなくなっていたという設定に変更されている。笹塚の推理によれば、犯人は怪盗Xであるとされている。

早乙女 國春（さおとめ くにはる）
声 - 矢尾一樹
吾代が勤めていた早乙女金融の社長。裏社会において吾代を育てた人物である。社員全員に尊敬され大恩あるそうだが、鷲尾正勝に裏切られ殺された。既に死亡しているが、吾代の回想でよく登場するためそこそこ出番も多い。
初登場時から既に死亡していて出番もほとんど無いにもかかわらず、第1回キャラクター人気投票では吾代に次ぐ5位という高人気だった。
浅田 忠信（あさだ ただのぶ）
声 - こぶしのぶゆき
6月22日生まれ、18歳。身長176cm、体重は121kg。桂木弥子ファンクラブ総括本部長、らしい。座右の銘は「アイドルは視線で育つ」。
弥子の通う学校の生徒会長。弥子の熱烈なファンで、いつも弥子の直筆サイン入りTシャツを着ており、常に弥子の事を見守っている（いわゆるストーカー）。現代系の楕円形の眼鏡をかけ、太った外見に似合わず、かなり俊敏な動きを見せる（俊敏性は回を追うごとに増している）。決め台詞は「僕等は優しく見守る」。
バレンタイン編では、チョコのためにダイエットをして激ヤセしたが、ギャグを経て元に戻る。シックスの事件後には他の女性と結婚することになったらしく、弥子を驚愕させた。
キャラクターのモデルは、元週刊少年ジャンプの編集者（現・集英社キャラクタービジネス室室長）浅田貴典。
春川 英輔（はるかわ えいすけ）
声 - 津嘉山正種
私立の名門、錯刃大学の教授。冷静沈着で研究者肌。現在の専攻は脳科学とコンピュータサイエンスだが、化学・物理学・医学など、ありとあらゆる分野に通じ、若くして教授の座を得た万能の天才科学者。
かつて、医療分野で本城刹那の治療に関わっていた。生涯で初めて心を動かされた女性である彼女を救えなかった事をきっかけに、AIで彼女を甦らせる事を決心。前段階として、自らの脳をコンピュータに転写して「もう一人の私」（後に彼は電人HALを名乗る）を作り上げた。HALと共に刹那の復活に心血を注いだが、春川の倫理観による縛りと、いざとなればHALを消去できる春川の存在が、HALの邪魔となる。HALに「2人で協力するよりも、縛りを外したHAL1人の方が良い」と判断され、HALに操られた教え子に殺される。だが、春川本人も「生身の自分が生きているうちに刹那に再会するのは不可能」と本心では薄々気付いており、かわせたはずの止めの一撃をあえてかわさなかった。
電子ドラッグは彼とHALが脳を研究するための産物。一応は良心や罪悪感を持っており、洗脳した被験者たちもワクチンで元に戻すつもりであった。
初登場は温泉旅行編で、ネウロと顔合わせしたが顔見せ程度で、その後彼はHALに殺され、HALとしてネウロと再会、敵対することになる。終盤、シックスを倒して力尽きかけたネウロを、生前の彼が作った救助システムが救う。
井伊 朋子（いい ともこ）
声 - 津田匠子（アニメ版）
アヤのいる刑務所の女看守。面会室の窓口に両頬を押し付けるとその痕がトゲの様になる。初登場時はアヤを虐めようとしていたが、現在はそれなりに仲良くしているようである。自宅マンションが東京湾近くにあるらしく、HAL事件の際に空母が陣取った時にはパニックに陥っていた。
- アニメ版では、台詞は無いがアヤと一緒に一回だけ登場している。

絵石家 由香（えしや ゆか）
声 - 豊口めぐみ
10月28日生まれ、19歳。身長162cm、体重49kg。芸術家・絵石家塔湖の長女。父譲りのパンダ目が特徴で、目つきが悪い事を自分でも気にしている。
勝気で態度が悪く、「キモッ」「ウザッ」「ダサッ」等の粗暴な言動が目立つが、絵石家家の人間の中では良識的な人物。母親によって「塔湖は実の父ではない」と思い込まされていたが、怪盗Xが起こした事件の際、塔湖が実の父と知る。事件後は塔湖を父親として想うようになり、塔湖の作品に興味を持ち、その成り立ちを知る為に美術史の勉強を始める。
父親の仕事の関係上、池谷通とは古くからの付き合いがある。会う度に自分を家具扱いして座ろうとする池谷を拒絶し、返り討ちにする事が多いが、それでも彼の事は憎からず思っているらしい様子がうかがえる。
- アニメ版では服装が異なり、一部のエピソードがカットされている。

右妻 鷹之丞（みぎつま たかのじょう）
声 - 星野充昭
前総理・右森米太郎の死により、新たに就任した総理。かなりポジティブかつ、やや無神経な性格の持ち主。HAL事件で彼と対面したときは、それなりに毅然とした態度で臨み、有能らしい面も見せていた（しかし、結局ほとんど事件解決に貢献できなかった）。HAL事件を解決した弥子に敬意を持っている。アヤのファン。次回作『暗殺教室』にも「まさかのスピンオフ」として出演している。
モデルは安倍晋三と思われる。
本城 刹那（ほんじょう せつな）
声 - 小林沙苗
春川（＝HAL）が「0と1の狭間」に創りたがっていた人物。有名な数学者・本城二三男の娘であり、誕生日が10月18日であった為、小数単位の「刹那＝1/1018」から名前を付けられている。聡明な人物だが、自らを「変人」と称するなど、ユーモアのセンスも持ち合わせている。自身の脳細胞が徐々に破壊されていき、「体が自分で操作できない時間」＝「凶暴になって暴れる時間」が増えていく原因不明の脳の難病を患い、脳の権威である春川に治療を依頼した。難病を患う故か「自分」がはっきりしているものが好きで、「不気味でプライドが高くて、何でも知っている」春川に好意を持っていた。しかし、その一方で「自分が、本城刹那が無くなっていく」と形容しており、不安に苛まれていた。春川の必死の治療も空しく、脳を破壊し尽くされ息を引き取った。春川はこの時に彼女をゼロから創ることを欲し、電人HALを創り出した。後に電脳空間にて、HALが消え去るまさに「刹那」の瞬間（HAL残り容量0.000000000000000001%）に、彼を抱くように現れる。
彼女の病気は人為的なもの。シックスが本城博士を悪に誘ったときに、XI用の脳試薬を「気まぐれ」に投与されたことによる症状。
池谷 通（いけや とおる）
声 - 堀内賢雄
11月1日生まれ、29歳。身長176cm、体重72kg。名前のモデルは作者の友人かららしい。
中古家具屋、池屋の店主を務める元家具デザイナー。家具と女性を同一視しており、涼しい顔で客やアシスタントの女性を平気で家具にして従わせる外道。ドSであるネウロとも気が合った。デザイナーとしての才能は確かであり、自ら制作した「女（家具）」に購入者への謝礼のメッセージを隠す等、一種の職人気質を感じさせる。デザイナー時代の最後の作品「トロイ」を巡って、後輩の大塚に殺人容疑の濡れ衣を着せられるが、ネウロ達によって冤罪から救われ、事務所のリフォームを行った。
後に新ブランド「トール・イケヤ」を創立し、改めてデザイナーとして再出発する。由香とは恋愛と言うには微妙な距離感。
宮迫 睦月（みやさこ むつき）
1月18日生まれ。年齢は6歳～7歳。（初登場時）身長127cm、体重29kg。まだ理解できないものは「名誉欲」、大体理解していたものは「おじいちゃんの性癖」。
私立小学校に通う美少女。髪型はあかねちゃんと合体した弥子に少し似ている。弥子を「たんていさん」と呼び、祖父・達夫が何者かに狙われている事を弥子達に相談した。達夫の数少ない理解者で、パンツを覗かれても動じない。祖父を殺害した犯人が伯父の醍醐と判明した時、豹変して祖父の仇を討とうとするも、まったく敵わず逆に人質に取られるが、笹塚らによって救出された。事件後、笹塚の説得により復讐を断念し、現在では「祖父の遺した会社を継ぎたい」と考えている。
単行本18巻のオマケによると、両親が離婚（本人曰く「ケンカ別れ」）しており、親権は母・葉月（はづき）に渡っている。しかし、狸屋事件以来は父との交流を持つようになったらしい。
宮迫 達夫（みやさこ たつお）
睦月の祖父。玩具会社「狸屋」の社長を務めており、子供好きである。しかし、実の孫である睦月や通りすがりの少女のパンツを覗こうとしたり、平気で変態発言をしたりと、別の意味でも子供好きな危険人物（真性のロリコン）であり、弥子からは「何で今まで逮捕されなかったのか」と呆れている。彼にとっては子供のみがストライクゾーンであり、16歳の弥子ですら「適齢期を過ぎた年増」である。
命を狙われている事を感じ取り、警察に相談するも相手にされなかった為、警察に嫌悪・不信感を抱き、弥子に依頼した睦月とは別に吾代に調査を依頼していた。根は善良で柔和であるが、商売業には極めて厳しい。「部下と大人の付き合いをしていては、子供が喜ぶ物を作れない」という持論の下、自身の息子でも怒鳴りつけるが、実際は部下達への罪悪感を抱いていた。その想いは理解されることのないまま、息子の醍醐に自社ビルの屋上から投げ落とされて殺害される。醍醐を含む「大人」達の中では孤立し、周囲に嫌悪感を抱かれていたが、大半の人間には仕事に対する熱意故であることは理解されていた。
モデルは宮崎駿。
劉一（りゅういち）
アジアンマフィアの若頭。裏社会で有名な情報屋。吾代の知り合い。
カタギの人間は相手にしない方針で、大学時代の笹塚が家族を殺した犯人の情報を求めてやってきた時には、脅しと軽い暴力で追い返そうとしたが、豹変した彼の暴力に遭い、逆に情報を吐く。そのことはトラウマになっていた。数年後、再び笹塚がシックスの情報を求めて訪れた際には、リベンジも兼ねて仲間達と共に返り討ちにしようとしたが、再び完敗、情報を強奪される。
本城 二三男（ほんじょう ふみお） / 本城博士
弥子からの通称は「スローライファーのおじさん」「ダンボールおじさん」 「なんちゃってホームレスの難解おじさん」など。本城刹那の実父。橋の下に4階建てのダンボールハウスをつくって生活しており、食べ物につられて通りかかった弥子と意気投合する。台詞の語尾によく「～じゃい」と付ける。
数学や物理に関して相当優秀な頭脳を持っており、「この世の理（ことわり）は全て計算で説明できる」という持論を弥子に語る。ダンボールで作った自宅に住み、他にもダンボールを応用した独創的な研究・発明に余念がない。
愛娘の刹那を原因不明の病で失っており、「あれは病気などではなく、死に追いやった相手を殺したいほど憎んでいる」と弥子に語る。
実はシックスの信奉者。洪水事件以降は警察に協力していたが、裏ではスパイとして五本指に情報を流していた。ヴァイジャヤに命を狙われていたが、自らの命を囮に弥子たちを巻き込み、敵に有利な位置に誘導していた。さらに笹塚にはシックスに繋がる情報を与えて、暴走のきっかけを作った。それどころか、刹那をシックスに献上し、病で死に追いやっていた。つまり先述の娘を殺した犯人とは他ならぬ自分自身であり、自分を殺したい程憎み、世を捨て死に場所を探していた。
笹塚の死をきっかけに弥子にシックスの配下であることを推理され、己の罪を悔い謝罪した後、弥子の眼前で毒を首に注射し自害する。死によってシックスの呪縛から解き放たれ、生前に掴んでいたシックスの日本国内のアジトの位置を、遺書として弥子に託した。
2月3日生まれ。55歳。身長166cm、体重62kg。過去の肩書きは「大学教授・各種研究機関主任」、現在の収入源は「取得した特許の数々」。名前が数字なのは娘と同じ。プロフィール欄には計算式「2×3」が書かれており、シックスとの裏の繋がりが暗示されている。
笹塚 兵士（ささづか へいじ）
笹塚衛士の父。雑誌記者・ジャーナリスト。妻、娘とともに殺され、不在だった長男衛士のみが生き残った。
怪盗Xの初期の事件、と思われていたが、真犯人はシックス。ジャーナリストゆえ、シックスの人体実験に行き着き、知ってはならない情報を知ったとして消された。生前、衛士に「守るもののためなら狂うことをためらうな」という教えを残しており、これが衛士の豹変と復讐に繋がる。
笹塚 宏子（ささづか ひろこ）
笹塚衛士の母。兵士の巻き添えで殺害される。
笹塚 真守（ささづか まもり）
笹塚衛士の妹。兵士の巻き添えで殺害される。事件が起きた4月30日は彼女の誕生日だった。
小説版によると、殺された彼女の目を見て忘れられなくなったことが原因で、笹塚は放浪の旅に出ている。
青膿 ゼラ（あおみ ゼラ）
瀕死のネウロの前に現れた下級魔人。一人称は「俺」であり、青髭を生やした外見をしている。一見すると男のようだが、女性の魔人。
魔界時代からの旧知で、力関係も完全に下。表面上は反抗しつつもネウロのために魔界の門を開いた。
下級魔人が地上に来たため、強さは並の人間にも劣る。本来は地上に出た瞬間に消滅してしまうほど脆弱だが、体内の一部を魔界と繋げるように適応進化しており、最低限の魔界の呼吸と食料を得ることでなんとか生きている。顔のラインは魔界への出入り口にあたる境目である。自身の弱さを「運命」だと割り切っているが、魔人としては典型的なメンタルらしい。
単行本23巻のオマケにて、連載前からラスト前での登場は決まっていたこと、当初は本編登場時とはまるで違う、普通の可愛らしい女性の容姿であったことが明かされた。また、もともとは魔界雑貨なるもののゲート（頭が変形）で地上と魔界を繋ぐはずだったらしい。しかし連載の長期化により、他キャラとの兼ね合いから今の姿に変えられたようである。
陳 ヤマト（ちん ヤマト）一族
クイーンメアリーズホテルにある中華料理店「王道中華会屠楼 AU-TO-ROW」の店長と、その一族。新聞記事など、背景ネタとして度々登場する。
陳ヤマトは「老い先短い」と言われ、頻繁に危篤になる。ホノルルマラソンでは7位に入賞するなどしていたが、142話で急死した。不審死であったようで、長男陳キリト（創作四川料理魔堕羅飯店店長）が、妹の陳アイコ（グラビアアイドル）に告発され逮捕されている。

## 小説『世界の果てには蝶が舞う』の登場人物
ナツメ・エマ
16歳。日系人マフィア組織「ナツメ・ファミリア」のボスであるパパ・エンゾーの孫娘。日系三世。祖父譲りの「である」という少々おかしい尊大な日本語を話す。日系であることから初対面時笹塚に日本人と名乗っていたが、金髪に緑色の目という容姿に加え、初対面だろうがストレートに物を言ったり笹塚が取った日本人特有の曖昧な態度に異を唱えるなど、外面的にも内面的にもラテン系。マフィアの抗争で両親を亡くしており、笹塚の境遇を聞いた際は初対面ながら涙を流して同情した。
身近で亡くなった人や知り合いの周りで亡くなった人を、名前や時間などを表す記号を書いた蝶を旅をするアサギマダラに見立てて空に放すという独自の方法で弔っている。その対象は純粋な被害者のみならず、その復讐で殺された加害者も含まれている。
両親の死後、パパ・エンゾーがエマに婿を取らせて後継を作ろうとしていることに対し反発している。笹塚を気に入り、好意を持っている様子も見せたが、最終的に自らの命を投げ打ってエマを助ける道を選んだトガシとの婚約を選んだ。笹塚にはファミリアに残って欲しいと最後まで渋っていたが、トガシにも制止され涙ながらに別れた。別れの際、笹塚が妹に誕生日プレゼントにあげるはずだった薔薇の形の銀のピアスを譲り受け、いつか日本へ行く約束をした。
- 漫画本編では、笹塚の走馬灯に登場している。

トガシ
声 - 青山穣
「ナツメ・ファミリア」メンバーの日系人で熊のような大男。主要登場人物で唯一フルネームが判明していない。エマのボディガードを務め、婿候補の一人でもある。エマに対してはしっかりと恋愛感情を持っており、笹塚を気に入っているエマやパパ・エンゾーにやきもきしている。それ故、笹塚当人に対しても当初は部外者ということもあって冷たく接していたが、事件の捜査に協力するなど徐々に打ち解けていった。軍人上がりで、復讐を誓い「戦い方を教えて欲しい」とお願いしてきた笹塚に様々な戦闘技術を叩き込み、自身の境遇からいくつか助言も与えている。
両親と五人の兄弟を盗賊に殺されている。その盗賊を皆殺しにすることで復讐を遂げているが、「殺す前の自分にはもどれない」と語り、いまだにマフィア組織に身を置いている。復讐の後、自身の家族と復讐で殺した盗賊をエマとともに弔っており、これをきっかけにエマを大事に思うようになる。
エマが誘拐され大統領候補殺害を要求された際は、エマを助けるために大統領候補殺害を決意しファミリアに迷惑をかけないために自ら破門された。殺害が成功しようが失敗しようが実行した後に自害するつもりだったが、笹塚がエマを救出し、ギリギリのところでエマの無事を知り事なきを得た。これによりエマとのすれ違いが解消され、無事ファミリアの跡取りとなる。彼も笹塚にはファミリアに残って欲しいと思っていたが、笹塚の決心を見て渋るエマを制止し送り出した。その際、「力が欲しい時はいつでも手を貸す」と約束した。
- 漫画本編では、笹塚の走馬灯に登場している。また、アニメ版23話に少し登場している。

パパ・エンゾー / 夏目 燕蔵（なつめ えんぞう）
「ナツメ・ファミリア」のボス。日本人なのだが少し日本語がおかしい。異国の地で日本人同士でやっていくためにファミリアを作り、金を作るために汚い仕事もこなし、街を仕切る一大マフィアにまで成長させた。麻薬だけは嫌って扱っていない。妻の死後、周りに日本食を作れるものがいなかったため、妻の残した釜で炊いたご飯や刺身を作ってくれた笹塚を気に入る。エマも笹塚を気に入っている様子を見て、婿に迎える気満々になっていた様子も見られた。一連の事件後、トガシに後を譲り引退を決意した。
ロドリゲス・フジカワ
エマ達の国の初めての日系人大統領候補者。日系人の国民からの熱い期待を受けており、「ナツメ・ファミリア」のメンバーも支持している。エンリケの策略で暗殺されそうになるが、ファミリアによって難を逃れた。

## アニメオリジナルの登場人物
満腹 太郎（まんぷく たろう）
声 - ウド鈴木
人気お笑い芸人。実家は弁当屋「まんぷく亭」で、腹芸以外のネタは寒く、お笑いライブが盛り上がっていたのも、両親が弁当に仕込んだワライダケのお陰だった。
早見 笙子（はやみ しょうこ）
声 - 千葉紗子
第8話に登場した女性刑事。推理力を磨いて多くの事件を解決するのが夢であり、弥子を食事に誘って推理のコツを聞いた。同僚の杉田優介が連続射殺犯と知り夢を見失いかけるも、弥子と笹塚に励まされる。
横井 剣次（よこい けんじ）
声 - 石住昭彦
拳銃マニアの男で、改造拳銃所持で逮捕歴がある。杉田優介が連続警官射殺犯「コップキラー」として警官から奪った銃を貰っていたが、裏切られてコップキラーに仕立て上げられてしまい、彼に射殺された。
野間 薫子（のま かおるこ）
声 - 松井菜桜子
人気女優。吾代の憧れである人物。本人は当然覚えていないが幼少の頃の吾代と会っていた（吾代はその時の事を覚えており、それがきっかけで彼女のファンとなっている）。マネージャーである入山芳恵が犯人であることを知ってしまい、悲劇のヒロインとなった。
黒尾 独太（くろお どくた）
声 - 小山力也
黒尾形成外科の院長。腕は確かだが、患者の顔を自分が理想の美を描くキャンバスに見たてたり、患者の苦痛に歪む顔を見たいが為に手術の際は麻酔をかけないなど、性格に問題のある変人。浮気症でもあり、それが妻の美野が犯行を犯す原因となってしまう。
筧 美央（かけい みお）
声 - 井上喜久子
南米に取材に来ていた雑誌記者。南米に現れた魔女の正体を確かめるべく、弥子達と行動を共にする。その正体は怪盗Xであった。

## ドラマCDオリジナルの登場人物
天知 英生（あまち ひでお）
声 - 宝亀克寿
ドラマCD第一弾の依頼人。高名な画家にしてミステリー作家。その才能のみならず、偏屈な面でもまた有名であったようだ。自分が殺されかけていると認識したため、魔界探偵事務所に送った葉書の暗号とレコードの音声を利用して助けを求めたが、葉書が事務所に届いた日に亡くなってしまった。
野々山 ミハル（ののやま ミハル）
声 - 新野美知
ドラマCD第一弾に登場。天知家に勤めるメイドの一人で、担当は掃除と洗濯。信条は「一直線」。性格は一見ぶっきらぼうで、その上空流まゆいわく「お金に目がない」らしい。事実、生前の天知氏の「自分が死んだら遺産をメイド3人で分けろ」という言葉に従い、そのことが記された彼の遺言書を必死で探していた。しかしその性格を恥じることなく堂々と表に出しており、また根本には優しい面も持っている。そのため3人のメイドの中では、正直者が好きな天知氏に最も気に入られていた模様。
空流 まゆ（くうる まゆ）
声 - 木下鈴奈
ドラマCD第一弾に登場。上述のミハルと同じく、天知家に勤めるメイドの一人。担当はミハルが「掃除とか庭の手入れ」と言っている。天知家に来る前は「萌え喫茶ツンデレラ」という店で働いており、それに見合った「イタ可愛い」系の言動をする不思議少女（そのため、よく言われる一言は「うざい」）。しかし、それらはすべて単なるキャラ作りであり、本性ではタバコも吸い、ビジネスと私事をきっぱりと分けて考える大人の女性。そのキャラのギャップは弥子を驚かせていた。
アカリ
声 - 日笠山亜美
ドラマCD第2弾に登場。

## ゲームオリジナルの登場人物
※名前の読みは、明確に判明しているもののみ表記する。
山崎 理佳子（やまざき りかこ）
DS版に登場。弥子が小学校の時にお世話になった先輩。「＋1（プラスワン）」と名乗る犯人によって殺害され、田部誠（たべ まこと）の部屋で彼と一緒に死体で見つかった。
長谷川 恵子
DS版に登場。メイド喫茶「はぁとめいど」の店員兼コスプレイヤー。ライトノベル作家・一色一の大ファン。普段は一色の作品「メイド・イン・パリ」のレイハというキャラのコスプレをしている。
一色 一（いっしき はじめ）
DS版に登場。話題のミステリーライトノベル作家。新作「トラブル×トラベル」の発売記念サイン会中に突如姿を消し、空き地で死体となって発見された。
山田 勝
DS版に登場。萌え屋書店で働いている警備員で、度々弥子達の捜査に協力する。元執事であるらしく、時折当時の癖が出る。
谷口 速雄
DS版に登場。かつてはプロレス界のスーパースターだったが、現在は業界を干されてしまっている。デスマッチに異常なこだわりを持つ外道で、ネウロや池谷と協力し究極のデスマッチを成功させようとする。
神野 墜一（じんの ついち）
PS2版に登場。車イスに乗った博士。車イスになったのは昔遭遇した交通事故のせいで、そのときに息子夫婦を失っている。春川と同じ錯刃大学の教授で、整形医学の権威。研究テーマは「再生と調整」。人工筋肉など体の人工的な部品を作ることに長けていて、それでフィギュアなども作っているらしい。世の中の悪意が増え、善意が減っているというバランスの悪化を嘆き、それを「調整」することが必要だという考えを持っている。